# Joseph de Maistre
Joseph de Maistre (Chambéry, 1. travnja 1753. – Torino, 26. veljače 1821.) bio je francuski filozof, književnik i diplomat.
Zastupao je rojalističke stavove te je bio veliki pristaša savojske dinastije. U službi Viktora Emanuela I. obnašao je diplomatske dužnosti u Sankt Peterburgu i Torinu. Za vrijeme službe u Rusiji, zagovarao je klerikalni katolički univerzalizam te je zbog toga bio opozvan.
Kraljevstvo je smatrao najboljim oblikom vladavine te je smatrao da je ono odraz Božje vlasti nad svijetom. Smatrao je da nad kraljevima treba vladati jedino papa, koji je namjesnik Božji. Pokret prosvjetiteljstva smatrao je ustankom protiv Boga, a u Francuskoj revoluciju vidio je sotonino djelo.

## Glavna djela
- „Razmatranja o Francuskoj” (Considérations sur la France; 1796.);
- „O papi” (Du pape; 1817.);
- „Sanktpeterburški večernji domjenci” (Soirées de Saint-Petersbourg; 1821.).